# Патрик Хелмес
Патрик Хелмес (на немски: Patrick Helmes) е германски професионален футболист, централен нападател. Той играе в Байер Леверкузен. Висок е 182 сантиметра и тежи 78 килограма.

## Кариера
Хелмес започва кариерата си в Шпортфройнде Зийген (клуб от Регионална лига Север или третото ниво на немския футбол) през 2003 година. По време на престоя си в клуба нападателят изиграва 51 мача в шампионата и бележи 22 гола. През 2005 Кьолн привлича футболиста, като плаща за него 200 хиляди евро. Хелмес прави чудесен старт в Бундеслигата, като бележи първия си гол едва в своя втори мач. Нападателят се разписва срещу големите съперници на „козлите“ Байер Леверкузен и бързо става любимец на феновете. През лятото на 2007 година треньорът на Кьолн Кристоф Даум избира Хелмес за капитан на отбора. За целия си престой в клуба футболистът изиграва 65 мача в шампионата и се разписва 35 пъти. През лятото на 2008 той облича фланелката на Леверкузен. По време на първия си сезон на „Байарена“ Хелмес бележи 21 гола в 34 мача в Бундеслигата. Байер достига и до финала за Купата на Германия, но го губи от Вердер Бремен с 0:1. Договорът на нападателя с „аспирините“ е до 30 юни 2013. Той дебютира за националния отбор на Гермния на 28 март 2007. Бележи първото си попадение с националната фланелка на 19 ноември 2008 срещу Англия на „Олимпиащадион“ в Берлин. Към юни 2009 играчът има 12 срещи и 1 гол с екипа на Мандшафта. Той е изиграл и 9 мача с 3 попадения за младежкия национален тим. Има и записан двубой за Германия „Б“ през 2004.

## Семейство
Бащата на Патрик Хелмес – Уве е бивш професионален футболист, който по-късно е бил и треньор на няколко клуба (Зийген и др.). Понастоящем той е скаут на Леверкузен.